# Araguatins
Araguatins, amtlich Município de Araguatins, ist die sechstgrößte Stadt des brasilianischen Bundesstaates Tocantins in der Região Norte. Sie ist 601 km von der Hauptstadt Palmas entfernt. Die Bevölkerungszahl wurde zum 1. Juli 2019 auf 35.761 Einwohner geschätzt, Araguatinenser (portugiesisch araguatinenses) genannt, die auf einem Gebiet von rund 2625 km² leben. Die Bevölkerungsdichte liegt bei 13 Personen pro km².

## Geschichte
Die Besiedlung der Region um Araguatins fing um 1867 mit dem ersten registrierten Bewohner Máximo Libório da Paixão an. Der Ort hieß anfangs São Vicente do Araguaia. Bis 1989 gehörte er zum Bundesstaat Goiás.

## Lebensstandard
Der Index der menschlichen Entwicklung für Städte, abgekürzt HDI (portugiesisch: IDH-M), lag 1991 bei dem niedrigen Wert von 0,301, im Jahr 2010 bei dem als mittel eingestuften Wert von 0,631.

## Söhne und Töchter
- Francisco Lima Soares (* 1964), römisch-katholischer Geistlicher, Bischof von Carolina